# Микстејп
Микстејп (алтернативно мик-тејп или микс тејп) је компилација музике, обично из више извора, снимљена на медиј. Са пореклом из 1980-их, термин обично описује домаћу компилацију музике на касети, CD-ју или дигиталној плејлисти. Песме су или поређане узастопно или су направљене у континуирани програм тако што се ритмови песама подударају и креирају беспрекорне прелазе на њиховим почецима и завршецима са бледњама или наглим изменама. Есејиста Џефри О’Брајен описао је ову дефиницију миксејпа као „можда најшире практиковану америчку уметничку форму”.
У хип хоп и R&B култури, миксејп често описује самостално или независно издат албум који се издаје бесплатно да би се добио публицитет или избегла могућа повреда ауторских права. Међутим, термин је примењен на бројна издања која су објављена за профит 2010-их, а граница између издања наплаћеног као миксејп и оног који се назива студијски албум или EP постаје све нејаснија.